# 2015 GT50
2015 GT50 est un objet transneptunien du système solaire ayant un périhélie à 38,3 UA et un demi-grand axe à près de 300 UA. Selon la plupart des théories, un tel objet ne peut se trouver sur une telle orbite qu'avec l'aide d'un perturbateur, d'où l'hypothèse de la Planète Neuf.